# Prinsessen og vagten
|  | Denne artikel er oprettet af botten PalnaBot ud fra en ekstern database. Den kan derfor have sproglige fejl eller mangler. Denne skabelon kan fjernes efter kontrol af indholdet. |

Prinsessen og vagten er en børnefilm instrueret af Tone Tarding efter manuskript af Jan Vierth, Anders Sparring, Tone Tarding.

## Handling
Sille leger prinsesse og vil ikke forstyrres. Saxe holder vagt ved slottet, men en flok myrer er ikke til at styrer, de kilder Saxe og stikker af med prinsessekronen.